# Lucianovenator
Lucianovenator (il cui nome significa "cacciatore di Luciano") è un genere estinto di dinosauro teropode coelophyside vissuto nel Triassico superiore, circa 210-202 milioni di anni fa (Norico-Retico), in quella che oggi è l'Argentina. Il genere contiene una singola specie, ossia L. bonoi. Il nome del genere, Lucianovenator, si traduce letteralmente in "cacciatore di Luciano", in riferimento a don Luciano Leyes, che per primo scoprì i resti dell'animale. Il nome della specie, bonoi, si riferisce a Tulio del Bono, un'autorità scientifica locale che ha collaborato alla ricerca. L'animale rappresenta uno dei pochi neoteropodi conosciuti del Sud America.

## Descrizione

Dimensioni di Lucianovenator

Il Lucianovenator può essere facilmente distinto dagli altri neoteropodi per varie autapomorfie: come per esempio, gli archi neurali cervicali dotate di tre fosse profonde. Due di questi sono situati all'interno della fossa centrodiapofisaria prezygapophyseale e un terzo all'interno della fossa centropostygapophyseale. Un'altra caratteristica distintiva di Lucianovenator è l'avere fosse allungate sulla lamina centrodiapofisaria che aumentano di dimensioni e profondità dalla terza alla nona vertebra cervicale. Infine, le sue costole cervicali anteriori sono molto lunghe (più di cinque volte più lunghe del centro cervicale).

## Classificazione
Un'analisi filogenetica pubblicata insieme alla descrizione di Lucianovenator ha assegnato l'animale alla famiglia Coelophysidae, in un clade con Coelophyis rhodesiensis e Camposaurus. Gli autori del documento hanno suggerito che la relativa rarità dei teropodi nei depositi Retici rispetto ai depositi Noriani potrebbe essere il risultato di pregiudizi tafonomici piuttosto che un declino nella biodiversità.

## Storia della scoperta
L'olotipo (PVSJ 906) di Lucianovenator bonoi è stato rinvenuto nella località "Quebrada del puma" della Formazione Quebrada del Barro in Argentina, che si stima risalga dalla tarda età Norica a quella Retica, circa 210 a 202 milioni di anni fa. L'esemplare PVSJ 906 è composto da una serie vertebrale articolata dalla terza vertebra cervicale alla quarta dorsale, nonché un osso sacro e un pelvio parziale. Inoltre, altri tre esemplari sono stati riferiti a Lucianovenator. Questi includono PVSJ 899 (un sacro e pelvi parziale), PVSJ 1013 (un sacro) e PVSJ 1084 (un sacro e un pelvio parziale). Anche l'esemplare PVSJ 1004, l'estremità prossimale di una tibia destra, potrebbe appartenere a questa specie.